# Горки (село, місто Волоколамськ)
Горки  (рос. Горки) - присілок у Волоколамському районі Московської області Російської Федерації.
Село Горки входить до складу Міського поселення Волоколамськ. Станом на 2010 рік його населення становило 26 чоловік.

## Історія
З 14 січня 1929 року входить до складу новоутвореної Московської області. Раніше належало до Волоколамського повіту Московської губернії.
Сучасне адміністративне підпорядкування сільському поселенню з 2006 року.

## Населення
| 1852 | 1859 | 1926 | 2002 | 2006 | 2010 |
| ---- | ---- | ---- | ---- | ---- | ---- |
| 311  | ↗341 | ↗397 | ↘30  | ↘26  | ↗59  |